# Langenholzhausen

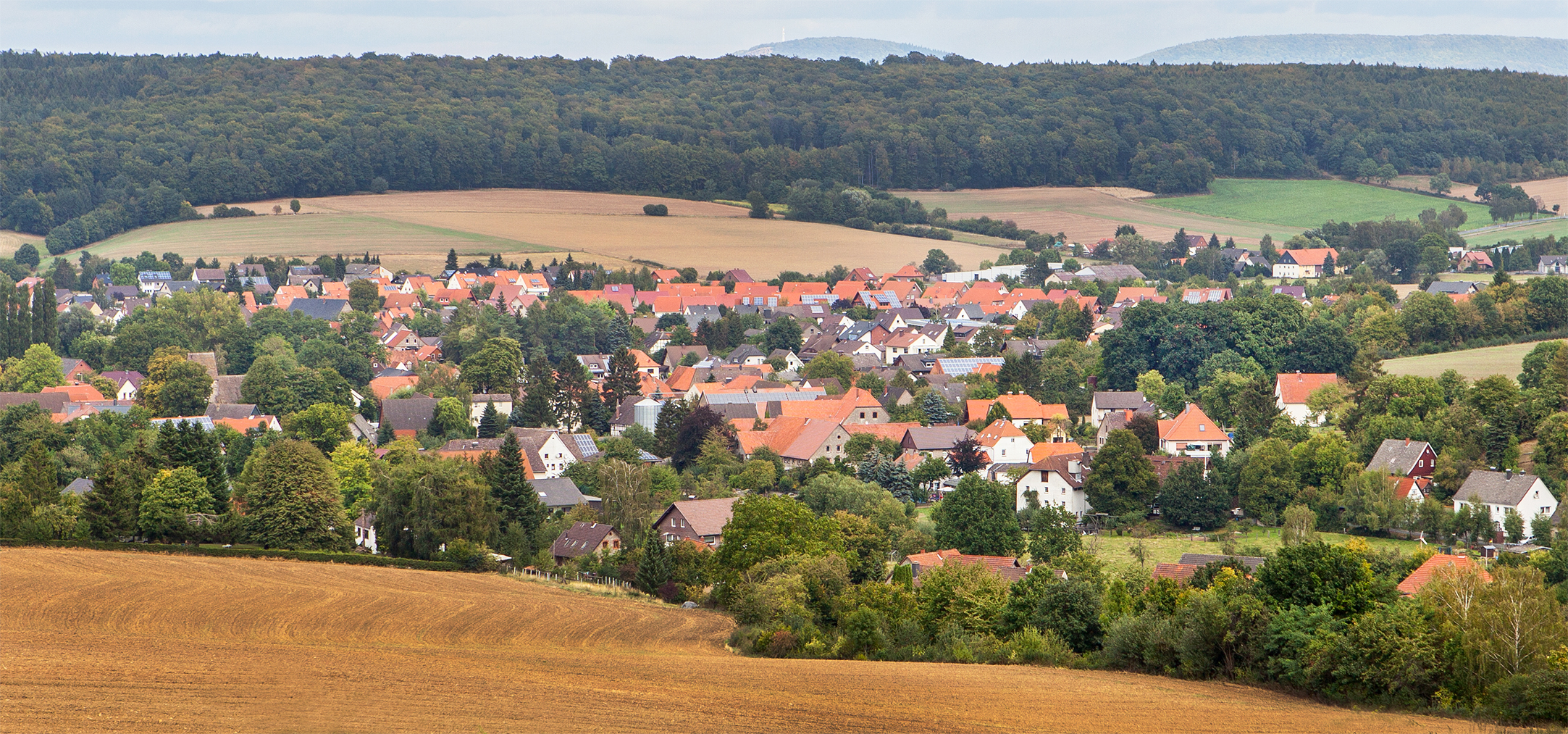
Langenholzhausen, Ansicht von Südwesten

Langenholzhausen ist ein Ortsteil der Gemeinde Kalletal im Kreis Lippe.

## Geschichte
Die erste urkundliche Erwähnung des Ortes als Langenholthusen war im Jahr 1245. Für 1633 ist ein Dorfbrand urkundlich belegt.
Langenholzhausen wurde am 1. Januar 1969 durch das Lemgo-Gesetz in die Gemeinde Kalletal eingegliedert.
Zu Langenholzhausen gehört auch das nordwestlich an der B 514 gelegene Hellinghausen.

### Einwohnerentwicklung
| Jahr      | 1860 | 1939 | 1962 |
| Einwohner | 958  | 919  | 1272 |
| --------- | ---- | ---- | ---- |

## Bauwerke
- Steinerne Doppelbogenbrücke über die Kalle von 1819, errichtet durch Fürstin Pauline
- Fürstliche Erbpachtmühle von 1568
- Evangelisch-reformierte Kirche
- Einige denkmalgeschützte Fachwerkhäuser

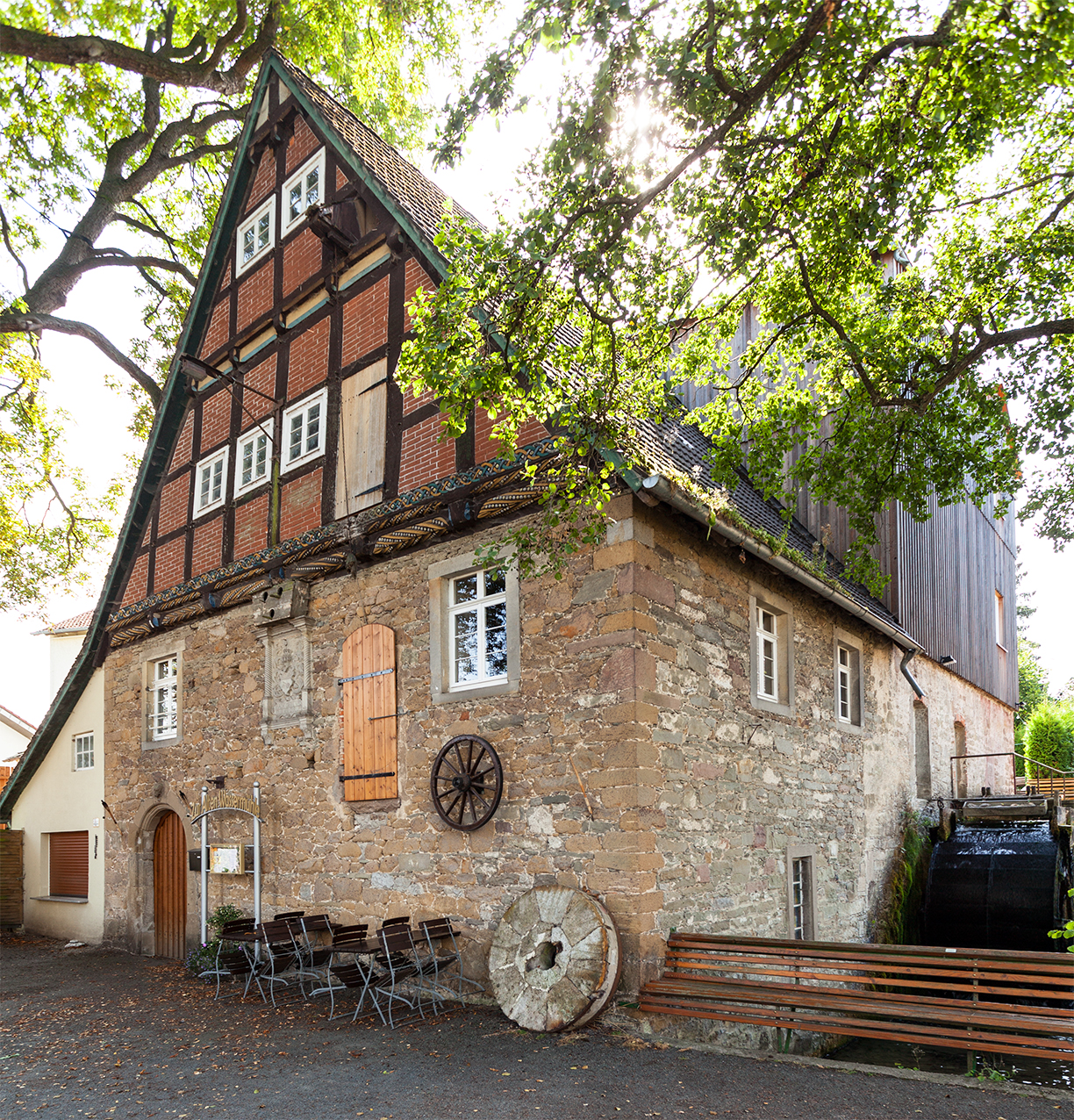
Fürstliche Erbpachtmühle
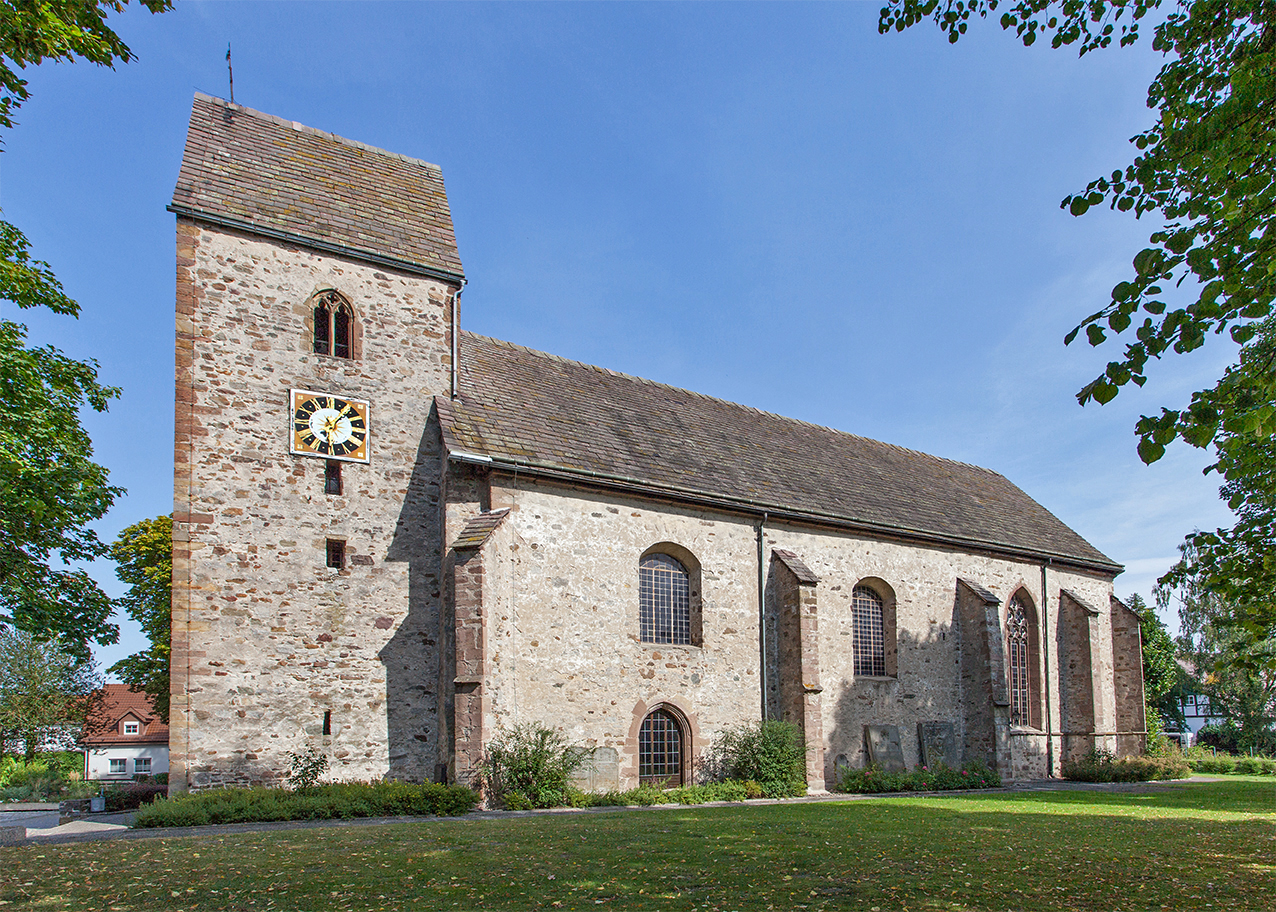
Evangelisch-reformierte Kirche

## Sport
Der TuS Langenholzhausen 1911 e. V. ist der örtliche Sportverein.

## Persönlichkeiten
- Friedrich Kreinjobst (1867–1951), Gemeindevorsteher, Landwirt und Mitglied des Lippischen Landtags
- Theodor Krücke (?–1912), Lehrer, Pastor und Politiker
- August Meier-Böke (1901–1956), Lehrer und Heimatforscher
- Dirk Tolkemitt (* 1964), Politiker